# Agabus svenhedini
Agabus svenhedini är en skalbaggsart som först beskrevs av Falkenström 1932.  Agabus svenhedini ingår i släktet Agabus och familjen dykare. Inga underarter finns listade i Catalogue of Life.